# Stadion Króla Baudouina I
Stadion Króla Baudouina I (fr. Stade Roi Baudoduin; niderl. Koning Boudewijnstadion) – stadion sportowy w północno-zachodniej części stolicy Belgii – Brukseli.
Powstał kosztem 50 mln dolarów, na gruzach Stadionu Heysel. Nowoczesny (50 tys. widzów) Stade Roi Baudouin / Koning Boudewijnstadion (Stadion króla Baudouina I) został otwarty 23 sierpnia 1995 roku i stał się stadionem narodowym reprezentacji Belgii w piłce nożnej. W 1996 na stadion powrócił futbol – został rozegrany towarzyski mecz pomiędzy reprezentacjami Belgii i Niemiec. 8 maja 1996 na tzw. nowym Heysel odbył się finał Pucharu Zdobywców Pucharów, w którym to Paris Saint-Germain pokonał Rapid Wiedeń 1–0. Podczas Euro 2000 odbyła się na nim ceremonia otwarcia turnieju, oraz 4 inne mecze mistrzostw. Poza meczami piłkarskimi rozgrywane są tutaj zawody lekkoatletyczne, m.in. corocznie mityng z cyklu diamentowej ligi IAAF (Memorial Van Damme).

## Pamięć ofiar tragedii na Heysel
Dopiero 20 lat po tragedii z 29 maja 1985, obok przebudowanego od fundamentów stadionu w Brukseli stanął pomnik pamięci 39 ofiar. Zastąpił skromną plakietkę, upamiętniającą tamtą tragedię. Pomnik ma kształt zegara słonecznego, o powierzchni 60 m², ze świetlnymi żłobieniami, symbolizującymi każdą z 39 ofiar. Projektantem monumentu z nierdzewnej stali jest Francuz Patrick Rimoux. Na pomniku wyryte są słowa poematu brytyjskiego twórcy W. H. Audena („Funeral Blues”), wyrażające smutek trzech narodów: włoskiego, francuskiego i belgijskiego.

## Mecze reprezentacji Polski
| Belgia | 0 – 1 (0-1)  | Polska | el. ME 2008 15 listopada 2006, 20:30 Sędzia: Stuart Dougal (Szkocja) Widzów: 50 000 |
|        | Matusiak 19' |        |                                                                                     |

## Kompleks sportowy
W kompleksie sportowym, oprócz centralnego stadionu Króla Baudouina, znajduje się:
- 5 boisk dodatkowych (jedno z nawierzchnią syntetyczną, jedno do łucznictwa)
- dziewięciotorowa bieżnia atletyczna z nawierzchnią mondo,
- mały stadion lekkoatletyczny,
- kompleks tenisowy stanowiący własność miasta, na który składa się 25 kortów (12 na zewnątrz, 8 w hali oraz 5 dla dzieci),
- teren do treningu psów,
- sala sportowa dostosowana do potrzeb osób niepełnosprawnych[2].